# Assemblea della Repubblica (Portogallo)

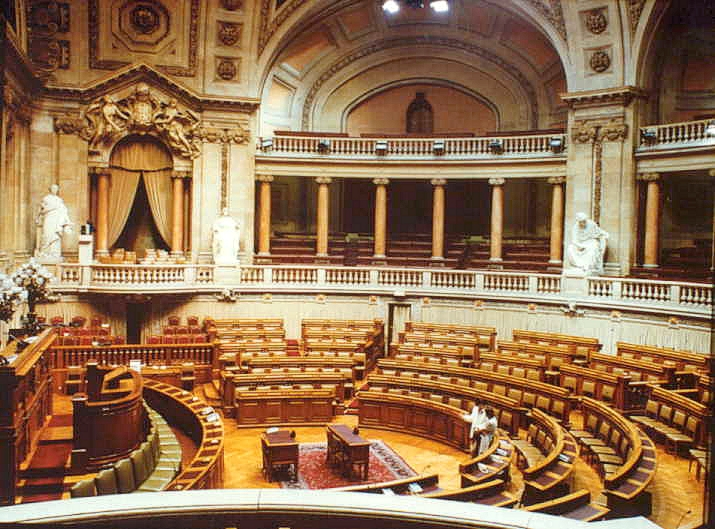
L’aula parlamentare.

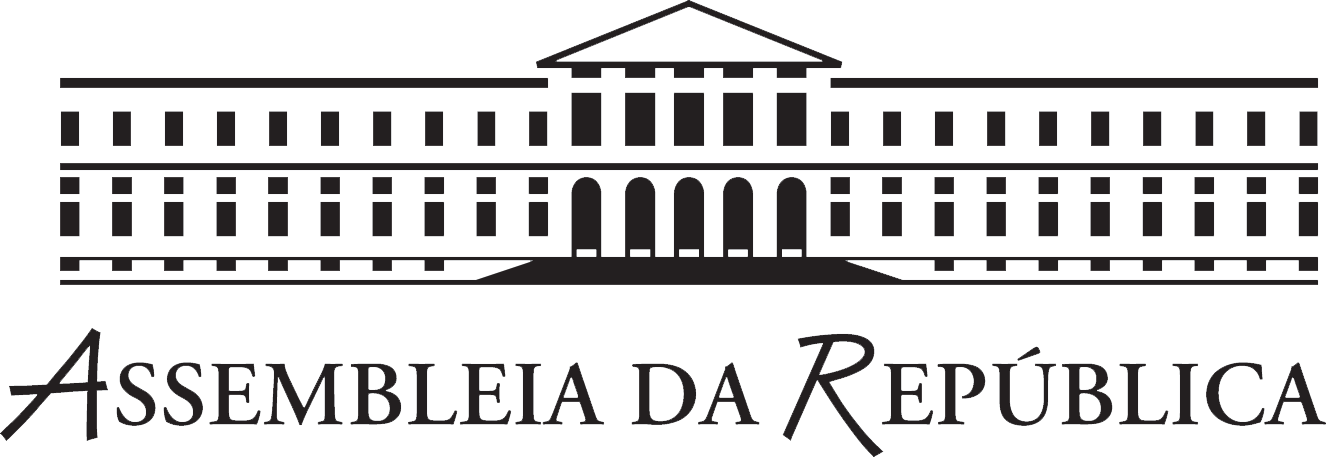
Logo dell’organo parlamentare.

L'Assemblea della Repubblica (in portoghese Assembleia da República) è il Parlamento portoghese. 
È situato in una costruzione storica di Lisbona, il Palácio de São Bento, un edificio neoclassico costruito sopra un monastero benedettino. 
Secondo la costituzione portoghese, l'Assemblea, unicamerale con 230 deputati, "è l'assemblea rappresentativa di tutti i cittadini portoghesi" ed è designata come uno degli organi aventi l'autorità suprema dello stato.
I poteri dell'Assemblea della Repubblica sono: 
- sfiduciare un governo tramite votazione palese;
- cambiare le leggi dello Stato;
- emendare la Costituzione (questo procedimento richiede una maggioranza di due terzi).

Oltre che questi poteri chiave, la costituzione garantisce all'Assemblea ampi poteri legislativi, un notevole controllo sui conti statali, il potere di autorizzare il governo a modificare tasse ed assegnare i prestiti di stato, quello di ratificare trattati e accordi internazionali ed il dovere di approvare o rifiutare le decisioni dal Presidente della Repubblica nel dichiarare guerra o stipulare pace. L'Assemblea inoltre nomina molti membri di importanti istituzioni, come dieci dei tredici membri della Corte costituzionale e sette dei sedici membri del Consiglio di Stato.

## Presidenti

### Assemblea Costituente (1975-1976)
- Henrique Teixeira de Queirós de Barros: 1975-1976

### Assemblea della Repubblica (1976-)
- Vasco da Gama Lopes Fernandes: 1976-1978
- Teófilo Carvalho dos Santos: 1978-1980
- Leonardo Eugénio Ramos Ribeiro de Almeida: 1980-1981
- Francisco Manuel Lopes Vieira de Oliveira Dias: 1981-1982
- Leonardo Eugénio Ramos Ribeiro de Almeida: 1982-1983
- Manuel Alfredo Tito de Morais: 1983-1984
- Fernando Monteiro do Amaral: 1984-1987
- Vitor Pereira Crespo: 1987-1991
- António Moreira Barbosa de Melo: 1991-1995
- António de Almeida Santos: 1995-2002
- João Bosco Soares Mota Amaral: 2002-2005
- Jaime José Matos da Gama: 2005-2011
- Maria da Assunção Andrade Esteves: 2011-2015
- Eduardo Ferro Rodrigues: 2015-2022
- Augusto Ernesto dos Santos Silva: 2022-2024
- José Pedro Aguiar-Branco: 2024-